# Kuba az 1976. évi nyári olimpiai játékokon
Kuba a kanadai Montréalban megrendezett 1976. évi nyári olimpiai játékok egyik részt vevő nemzete volt. Az országot az olimpián 14 sportágban 156 sportoló képviselte, akik összesen 13 érmet szereztek.

## Érmesek
| Érem  | Versenyző | Sportág   | Versenyszám      |
| ----- | --- | --------- | ---------------- |
| Arany | Alberto Juantorena | Atlétika  | Férfi 400 m      |
| Arany | Alberto Juantorena | Atlétika  | Férfi 800 m      |
| Arany | Héctor Rodríguez | Cselgáncs | Férfi könnyűsúly |
| Arany | Jorge Hernández | Ökölvívás | Papírsúly        |
| Arany | Ángel Herrera | Ökölvívás | Pehelysúly       |
| Arany | Teófilo Stevenson | Ökölvívás | Nehézsúly        |
| Ezüst | Alejandro Casañas | Atlétika  | Férfi 110 m gát  |
| Ezüst | Ramón Duvalón | Ökölvívás | Légsúly          |
| Ezüst | Andrés Aldama | Ökölvívás | Kisváltósúly     |
| Ezüst | Sixto Soria | Ökölvívás | Félnehézsúly     |
| Bronz | Rolando Garbey | Ökölvívás | Nagyváltósúly    |
| Bronz | Luis Felipe Martínez | Ökölvívás | Középsúly        |
| Bronz | Nemzeti válogatott Alfredo Figueredo Víctor García Diego Lapera Leonel Marshall Ernesto Martínez Lorenzo Martínez Antonio Rodríguez Carlos Salas Victoriano Sarmientos Jesús Savigne Jorge Pérez Vento Raúl Vilches | Röplabda  | Férfi            |

## Atlétika
Férfi
| Versenyző                                                       | Versenyszám     | Előfutam | Előfutam | Előfutam | Negyeddöntő | Negyeddöntő | Negyeddöntő | Elődöntő | Elődöntő | Elődöntő | Döntő   | Döntő    |
| Versenyző                                                       | Versenyszám     | Idő      | Hely.    | Össz.    | Idő         | Hely.       | Össz.       | Idő      | Hely.    | Össz.    | Idő     | Helyezés |
| --------------------------------------------------------------- | --------------- | -------- | -------- | -------- | ----------- | ----------- | ----------- | -------- | -------- | -------- | ------- | -------- |
| Francisco Gómez                                                 | 100 m           | 10,68    | 4.       | 29.      | 10,49       | 5.          | 13.         | kiesett  | kiesett  | kiesett  | kiesett | kiesett  |
| Silvio Leonard                                                  | 100 m           | 10,62    | 2.       | 20.*     | 10,59       | 5.          | 19.*        | kiesett  | kiesett  | kiesett  | kiesett | kiesett  |
| Hermes Ramírez                                                  | 100 m           | 10,72    | 4.       | 35.*     | kiesett     | kiesett     | kiesett     | kiesett  | kiesett  | kiesett  | kiesett | kiesett  |
| Eddy Gutiérrez                                                  | 400 m           | 47,89    | 5.       | 29.*     | 46,65       | 6.          | 20.         | kiesett  | kiesett  | kiesett  | kiesett | kiesett  |
| Carlos Noroña                                                   | 400 m           | 48,46    | 6.       | 36.      | kiesett     | kiesett     | kiesett     | kiesett  | kiesett  | kiesett  | kiesett | kiesett  |
| Alberto Juantorena                                              | 400 m           | 47,89    | 3.       | 29.*     | 45,92       | 2.          | 4.          | 45,10    | 1.       | 2.       | 44,26   |          |
| Alberto Juantorena                                              | 800 m           | 1:47,15  | 1.       | 7.       |             |             |             | 1:45,88  | 1.       | 1.       | 1:43,50 |          |
| Leandro Civil                                                   | 800 m           | 1:45,88  | 3.       | 3.       |             |             |             | 1:47,31  | 6.       | 12.      | kiesett | kiesett  |
| Luis Medina                                                     | 800 m           | 1:50,15  | 6.       | 34.      |             |             |             | kiesett  | kiesett  | kiesett  | kiesett | kiesett  |
| Luis Medina                                                     | 1500 m          | 3:42,71  | 6.       | 23.      |             |             |             | kiesett  | kiesett  | kiesett  | kiesett | kiesett  |
| Alejandro Casañas                                               | 110 m gát       | 13,73    | 2.       | 4.       |             |             |             | 13,34    | 1.       | 1.       | 13,33   |          |
| Dámaso Alfonso                                                  | 400 m gát       | 50,76    | 2.       | 5.       |             |             |             | 49,84    | 3.       | 3.       | 50,19   | 7.       |
| Rigoberto Mendoza                                               | Maraton         |          |          |          |             |             |             |          |          |          | 2:22:43 | 33.      |
| Francisco Gómez Alejandro Casañas Hermes Ramírez Silvio Leonard | 4 × 100 m váltó | 39,54    | 1.       | 5.       |             |             |             | 39,25    | 2.       | 3.       | 39,01   | 5.       |
| Eddy Gutiérrez Dámaso Alfonso Carlos Álvarez Alberto Juantorena | 4 × 400 m váltó | 3:05,19  | 3.       | 8.       |             |             |             |          |          |          | 3:03,81 | 7.       |

| Versenyző        | Versenyszám   | Selejtező | Selejtező | Döntő                    | Döntő                    |
| Versenyző        | Versenyszám   | Eredmény  | Helyezés  | Eredmény                 | Helyezés                 |
| ---------------- | ------------- | --------- | --------- | ------------------------ | ------------------------ |
| Richard Spencer  | Magasugrás    | 205 cm    | 29.**     | kiesett                  | kiesett                  |
| Roberto Moré     | Rúdugrás      | 510 cm    | 12.***    | érvényes kísérlet nélkül | érvényes kísérlet nélkül |
| Milán Matos      | Távolugrás    | 757 cm    | 18.       | kiesett                  | kiesett                  |
| Armando Herrera  | Hármasugrás   | 15,98 m   | 19.       | kiesett                  | kiesett                  |
| Pedro Pérez      | Hármasugrás   | 16,51 m   | 7.        | 16,81 m                  | 4.                       |
| Julián Morrinson | Diszkoszvetés | 59,92 m   | 16.       | kiesett                  | kiesett                  |

Női
| Versenyző                                                 | Versenyszám     | Előfutam | Előfutam | Előfutam | Negyeddöntő | Negyeddöntő | Negyeddöntő | Elődöntő | Elődöntő | Elődöntő | Döntő   | Döntő    |
| Versenyző                                                 | Versenyszám     | Idő      | Hely.    | Össz.    | Idő         | Hely.       | Össz.       | Idő      | Hely.    | Össz.    | Idő     | Helyezés |
| --------------------------------------------------------- | --------------- | -------- | -------- | -------- | ----------- | ----------- | ----------- | -------- | -------- | -------- | ------- | -------- |
| Silvia Chivás                                             | 100 m           | 11,43    | 3.       | 14.      | 11,42       | 4.          | 12.         | 11,43    | 7.       | 15.      | kiesett | kiesett  |
| Isabel Taylor                                             | 100 m           | 11,73    | 4.       | 30.      | 11,92       | 8.          | 30.         | kiesett  | kiesett  | kiesett  | kiesett | kiesett  |
| Carmen Valdés                                             | 100 m           | 11,47    | 5.       | 17.***   | 11,52       | 5.          | 19.         | kiesett  | kiesett  | kiesett  | kiesett | kiesett  |
| Isabel Taylor Carmen Valdés Fulgencia Romay Silvia Chivás | 4 × 100 m váltó | 44,29    | 5.       | 10.      |             |             |             |          |          |          | kiesett | kiesett  |

| Versenyző          | Versenyszám   | Selejtező | Selejtező | Döntő    | Döntő    |
| Versenyző          | Versenyszám   | Eredmény  | Helyezés  | Eredmény | Helyezés |
| ------------------ | ------------- | --------- | --------- | -------- | -------- |
| Ana Alexander      | Távolugrás    | 620 cm    | 13.       | kiesett  | kiesett  |
| María Elena Sarría | Súlylökés     |           |           | 16,31 m  | 11.      |
| María Betancourt   | Diszkoszvetés | 61,46 m   | 5.        | 63,86 m  | 7.       |
| Carmen Romero      | Diszkoszvetés | 63,40 m   | 3.        | 61,18 m  | 9.       |

* - egy másik versenyzővel azonos időt ért el

** - két másik versenyzővel azonos eredményt ért el

*** - három másik versenyzővel azonos eredményt/időt ért el

## Birkózás
Kötöttfogású
| Versenyző        | Versenyszám | 1. forduló                           | 2. forduló                             | 3. forduló                        | 4. forduló        | 5. forduló        | 6. forduló        | Döntő             | Helyezés    |
| Versenyző        | Versenyszám | Ellenfél Eredmény                    | Ellenfél Eredmény                      | Ellenfél Eredmény                 | Ellenfél Eredmény | Ellenfél Eredmény | Ellenfél Eredmény | Ellenfél Eredmény | Helyezés    |
| ---------------- | ----------- | ------------------------------------ | -------------------------------------- | --------------------------------- | ----------------- | ----------------- | ----------------- | ----------------- | ----------- |
| Sirvano Valdes   | 48 kg       | Aleksander Zajączkowski (POL) · 11-6 | Mitchell Kawasaki (CAN) · kétvállas    | Morivaki Josite (JPN) · kétvállas | kiesett           | kiesett           |                   | kiesett           | helyezetlen |
| Erasmo Estrada   | 68 kg       | Erol Mutlu (TUR) · kizárták          | Heinz-Helmut Wehling (GDR) · kétvállas | kiesett                           | kiesett           | kiesett           | kiesett           | kiesett           | helyezetlen |
| Idalberto Barban | 74 kg       | John Matthews (USA) · 13-10          | Stanisław Krzesiński (POL) · kizárták  | Mikko Huhtala (FIN) · 3-12        | kiesett           | kiesett           |                   | kiesett           | helyezetlen |

Szabadfogású
| Versenyző      | Versenyszám | 1. forduló                         | 2. forduló                      | 3. forduló                                  | 4. forduló                            | 5. forduló                    | 6. forduló        | Döntő             | Helyezés    |
| Versenyző      | Versenyszám | Ellenfél Eredmény                  | Ellenfél Eredmény               | Ellenfél Eredmény                           | Ellenfél Eredmény                     | Ellenfél Eredmény             | Ellenfél Eredmény | Ellenfél Eredmény | Helyezés    |
| -------------- | ----------- | ---------------------------------- | ------------------------------- | ------------------------------------------- | ------------------------------------- | ----------------------------- | ----------------- | ----------------- | ----------- |
| Miguel Alonso  | 48 kg       | Haszan Iszaev (BUL) · 8-25         | Ray Takahashi (CAN) · 13-2      | Kim Hvagjong (Kim Hwa-gyeong) (KOR) · 11-38 | kiesett                               | kiesett                       |                   | kiesett           | helyezetlen |
| Eloy Abreu     | 52 kg       | Alekszandr Ivanov (URS) · kizárták | James Haines (USA) · 13-12      | Ri Bongszun (Li Bong-Sun) (PRK) · 16-12     | Nermedin Szelimov (BUL) · 9-9         | kiesett                       |                   | kiesett           | 8.          |
| Jorge Ramos    | 57 kg       | Klinga László (HUN) · 6-13         | Amrik Singh Gill (GBR) · 19-6   | Moises López (MEX) · kizárták               | Megdiin Khoilogdorj (MGL) · kétvállas | kiesett                       | kiesett           | kiesett           | helyezetlen |
| José Ramos     | 68 kg       | Clive Llewellyn (CAN) · kétvállas  | Doncso Zsekov (BUL) · 9-4       | Eberhard Probst (GDR) · 10-8                | Kocsis János (HUN) · 8-3              | Lloyd Keaser (USA) · kizárták | kiesett           | kiesett           | 5.          |
| Bárbaro Morgan | 90 kg       | İsmail Temiz (TUR) · 13-5          | Stelian Morcov (ROU) · 8-9      | Ali Reza Soleimani (IRI) · kétvállas        | Ben Peterson (USA) · kétvállas        | kiesett                       | kiesett           | kiesett           | 8.          |
| Lázaro Morales | +100 kg     | Roland Gehrke (GDR) · kétvállas    | Ladislau Şimon (ROU) · kizárták | kiesett                                     | kiesett                               | kiesett                       | kiesett           | kiesett           | helyezetlen |

## Cselgáncs
| Versenyző        | Versenyszám  | Csoport | Selejtező         | 32-es főtábla                         | Nyolcaddöntő                 | Negyeddöntő           | Elődöntő                  | Vigaszág negyeddöntő | Vigaszág elődöntő | Bronz- mérkőzés   | Döntő                                       | Helyezés |
| Versenyző        | Versenyszám  | Csoport | Ellenfél Eredmény | Ellenfél Eredmény                     | Ellenfél Eredmény            | Ellenfél Eredmény     | Ellenfél Eredmény         | Ellenfél Eredmény    | Ellenfél Eredmény | Ellenfél Eredmény | Ellenfél Eredmény                           | Helyezés |
| ---------------- | ------------ | ------- | ----------------- | ------------------------------------- | ---------------------------- | --------------------- | ------------------------- | -------------------- | ----------------- | ----------------- | ------------------------------------------- | -------- |
| Héctor Rodríguez | Könnyűsúly   | B       |                   | Emmanuel Abolo (CMR) · nem vett részt | Marian Standowicz (POL) · GY | José Gomes (POR) · GY | Tuncsik József (HUN) · GY |                      |                   |                   | Csang Ungjong (Jang Eung-gyeong) (KOR) · GY |          |
| José Ibañez      | Félnehézsúly | A       | erőnyerő          | Carlos Pacheco (BRA) · V              | kiesett                      | kiesett               | kiesett                   |                      |                   |                   |                                             | 18.      |
| José Ibañez      | Nyílt        | B       |                   | Jhonny MacKay (ECU) · visszalépett    | Jorge Portelli (ARG) · V     | kiesett               | kiesett                   |                      |                   |                   |                                             | 11.      |

## Evezés
Férfi
| Versenyző | Versenyszám   | Előfutam | Előfutam | Vigaszág | Vigaszág | Döntő | Döntő   | Döntő | Helyezés |
| Versenyző | Versenyszám   | Idő      | Hely.    | Idő      | Hely.    | Típus | Idő     | Hely. | Helyezés |
| --- | ------------- | -------- | -------- | -------- | -------- | ----- | ------- | ----- | -------- |
| Francisco Rodríguez Cirilo Suárez César Herrera* Ramón Luperón Nelson Simon                                                                            | Négypárevezős | 8:00,68  | 5.       | 6:10,11  | 4.       | B     | 6:40,76 | 4.    | 10.      |
| Israel Gorguet Francisco Mora Hermenegildo Palacio Angel Ramírez Luis Alonso Humberto Dorrego Alcides Risco Porfirio Reynoso Jesús Rosello (kormányos) | Nyolcas       | 5:44,30  | 4.       | 5:47,33  | 4.       | B     | 6:14,86 | 4.    | 10.      |

* - Cirilo Suárez cseréje a vigaszágon és a B döntőben

## Kerékpározás

### Országúti kerékpározás
Férfi
| Versenyző                                                              | Versenyszám     | Idő             | Helyezés      |
| ---------------------------------------------------------------------- | --------------- | --------------- | ------------- |
| Gregorio Aldo Arencibia                                                | Mezőnyverseny   | nem ért célba   | nem ért célba |
| Carlos Cardet                                                          | Mezőnyverseny   | 4:49:01 (+2:09) | 14.           |
| Roberto Menéndez                                                       | Mezőnyverseny   | nem ért célba   | nem ért célba |
| Jorge Pérez                                                            | Mezőnyverseny   | nem ért célba   | nem ért célba |
| Gregorio Aldo Arencibia Carlos Cardet Jorge Gómez Raúl Marcelo Vázquez | Csapat időfutam | 2:17:00 (+8:07) | 14.           |

### Pálya-kerékpározás
Üldözőversenyek
| Versenyző            | Versenyszám  | Selejtező | Selejtező | Nyolcaddöntő | Nyolcaddöntő | Nyolcaddöntő | Negyeddöntő  | Negyeddöntő | Negyeddöntő | Elődöntő     | Elődöntő  | Elődöntő | Döntő        | Döntő     | Helyezés |
| Versenyző            | Versenyszám  | Idő       | Hely.     | Ellenfél Idő | Saját idő    | Hely.        | Ellenfél Idő | Saját idő   | Hely.       | Ellenfél Idő | Saját idő | Hely.    | Ellenfél Idő | Saját idő | Helyezés |
| -------------------- | ------------ | --------- | --------- | ------------ | ------------ | ------------ | ------------ | ----------- | ----------- | ------------ | --------- | -------- | ------------ | --------- | -------- |
| Raúl Marcelo Vázquez | Férfi egyéni | 5:00,45   | 17.       | kiesett      | kiesett      | kiesett      | kiesett      | kiesett     | kiesett     | kiesett      | kiesett   | kiesett  | kiesett      | kiesett   | 17.      |

## Kosárlabda

### Férfi
| Kubai férfi kosárlabdacsapat-játékoskeret                                                         | Kubai férfi kosárlabdacsapat-játékoskeret                                                              |
| ------------------------------------------------------------------------------------------------- | --- |
| - Rafael Cañizares - Pedro Chappé - Juan Domecq - Ruperto Herrera - Tomás Herrera - Félix Morales | - Alejandro Ortíz - Angel Padrón - Juan Roca Brunet - Daniel Scott - Alejandro Urgellés - Oscar Varona |

#### Eredmények
Csoportkör
A csoport
| Csapat            | M | Gy | V | P+  | P–  | Pk   | P  |
| ----------------- | - | -- | - | --- | --- | ---- | -- |
| Szovjetunió (URS) | 5 | 5  | 0 | 542 | 380 | +162 | 10 |
| Kanada (CAN)      | 5 | 4  | 1 | 446 | 416 | +30  | 9  |
| Kuba (CUB)        | 5 | 3  | 2 | 448 | 402 | +46  | 8  |
| Ausztrália (AUS)  | 5 | 2  | 3 | 472 | 481 | –9   | 7  |
| Mexikó (MEX)      | 5 | 1  | 4 | 461 | 511 | –50  | 6  |
| Japán (JPN)       | 5 | 0  | 5 | 370 | 549 | –179 | 5  |

| 1976. július 18. | Kuba (CUB) | 111 – 89 | Ausztrália (AUS) |  |
| 1976. július 18. | (56–40)    |          |                  |  |

| 1976. július 19. | Kanada (CAN) | 84 – 79 | Kuba (CUB) |  |
| 1976. július 19. | (44–37)      |         |            |  |

| 1976. július 21. | Japán (JPN) | 56 – 97 | Kuba (CUB) |  |
| 1976. július 21. | (20–44)     |         |            |  |

| 1976. július 23. | Mexikó (MEX) | 75 – 89 | Kuba (CUB) |  |
| 1976. július 23. | (39–47)      |         |            |  |

| 1976. július 24. | Kuba (CUB) | 72 – 98 | Szovjetunió (URS) |  |
| 1976. július 24. | (33–52)    |         |                   |  |

Az 5–8. helyért
| 1976. július 25. | Kuba (CUB) | 76 – 91 | Csehszlovákia (TCH) |  |
| 1976. július 25. | (38–46)    |         |                     |  |

A 7. helyért
| 1976. július 27. | Ausztrália (AUS) | 81 – 92 | Kuba (CUB) |  |
| 1976. július 27. | (36–42)          |         |            |  |

| Csapat     | Helyezés |
| ---------- | -------- |
| Kuba (CUB) | 7.       |

## Labdarúgás
| Kubai labdarúgócsapat-játékoskeret                                                                                             | Kubai labdarúgócsapat-játékoskeret                                                                       |
| --- | --- |
| - René Bonora - Julio Cepero - Regino Delgado - José Luis Elejalde - Francisco Fariñas - Antonio Garcés - Luis Hernández Heres | - Luis Holmanza - Jorge Massó - Roberto Pereira - José Francisco Reinoso - Miguel Rivero - Andrés Roldán |

### Eredmények
Csoportkör
C csoport
| Csapat        | M            | Gy           | D            | V            | G+           | G–           | Gk           | P            |
| ------------- | ------------ | ------------ | ------------ | ------------ | ------------ | ------------ | ------------ | ------------ |
| Lengyelország | 2            | 1            | 1            | 0            | 3            | 2            | +1           | 3            |
| Irán          | 2            | 1            | 0            | 1            | 3            | 3            | 0            | 2            |
| Kuba          | 2            | 0            | 1            | 1            | 0            | 1            | –1           | 1            |
| Ghána         | visszalépett | visszalépett | visszalépett | visszalépett | visszalépett | visszalépett | visszalépett | visszalépett |

| 1976. július 18. 12:00 |

| Lengyelország (POL) | 0–0         | Kuba |
| ------------------- | ----------- | ---- |
|                     | Jegyzőkönyv |      |

| Lansdowne Park, Ottawa Nézőszám: 29 417 Játékvezető: Ávráhám Klein (izraeli) |

| 1976. július 20. 12:00 |

| Irán (IRI)   | 1–0               | Kuba |
| ------------ | ----------------- | ---- |
| Mazloumi 28' | (1–0) Jegyzőkönyv |      |

| Lansdowne Park, Ottawa Nézőszám: 11 324 Játékvezető: Adolf Prokop (keletnémet) |

| Csapat     | Helyezés |
| ---------- | -------- |
| Kuba (CUB) | 11.      |

## Ökölvívás
| Versenyző            | Versenyszám   | Selejtező         | 32-es főtábla                           | Nyolcaddöntő                                  | Negyeddöntő                             | Elődöntő                                   | Döntő                                   | Helyezés |
| Versenyző            | Versenyszám   | Ellenfél Eredmény | Ellenfél Eredmény                       | Ellenfél Eredmény                             | Ellenfél Eredmény                       | Ellenfél Eredmény                          | Ellenfél Eredmény                       | Helyezés |
| -------------------- | ------------- | ----------------- | --------------------------------------- | --------------------------------------------- | --------------------------------------- | ------------------------------------------ | --------------------------------------- | -------- |
| Jorge Hernández      | Papírsúly     |                   | Bejhan Fucsedzsiev (BUL) · RSC          | Zoffa Yarawi (PNG) · KO                       | Pak Cshanhi (Park Chan-Hui) (KOR) · 3-2 | Orlando Maldonado (PUR) · 5-0              | Ri Bjonguk (Ri Byeong-uk) (PRK) · 4-1   |          |
| Ramón Duvalón        | Légsúly       | erőnyerő          | Souley Hancaradu (NIG) · nem vett részt | Koga Tosinori (JPN) · 5-0                     | Ian Clyde (CAN) · 5-0                   | Davit Toroszjan (URS) · kizárták           | Leo Randolph (USA) · 2-3                |          |
| Orlando Martínez     | Harmatsúly    | erőnyerő          | Jovito Rengifo (VEN) · 5-0              | Hvang Csholszun (Hwang Cheol-Sun) (KOR) · 2-3 | kiesett                                 | kiesett                                    | kiesett                                 | 9.       |
| Ángel Herrera        | Pehelysúly    | erőnyerő          | Sen Rai (IND) · KO                      | Angel Pacheco (VEN) · 5-0                     | Davey Armstrong (USA) · 3-2             | Juan Paredes (MEX) · 5-0                   | Richard Nowakowski (GDR) · KO           |          |
| Reinaldo Valiente    | Könnyűsúly    | erőnyerő          | Antonio Rubio (ESP) · 5-0               | Ace Ruszevszki (YUG) · 0-5                    | kiesett                                 | kiesett                                    | kiesett                                 | 9.       |
| Andrés Aldama        | Kisváltósúly  | erőnyerő          | Sabahattin Burcu (TUR) · RSC            | Jesús Sánchez (DOM) · RSC                     | Nagy József (HUN) · feladta             | Vladimir Kolev (BUL) · KO                  | Sugar Ray Leonard (USA) · 0-5           |          |
| Emilio Correa        | Váltósúly     | erőnyerő          | Plamen Jankov (BUL) · RSC               | Pedro José Gamarro (VEN) · RSC                | kiesett                                 | kiesett                                    | kiesett                                 | 9.       |
| Rolando Garbey       | Nagyváltósúly |                   | Dashnyamyn Olzvoi (MGL) · KO            | Earl Liburd (ISV) · KO                        | Kalevi Kosunen (FIN) · RSC              | Tadija Kačar (YUG) · 1-4                   | kiesett                                 |          |
| Luis Felipe Martínez | Középsúly     |                   | Fulgencio Obelmejias (VEN) · 5-0        | Bernd Wittenburg (GDR) · 3-2                  | Dragomir Vujković (YUG) · 5-0           | Rufat Riszkijev (URS) · 2-3                | kiesett                                 |          |
| Sixto Soria          | Félnehézsúly  |                   | erőnyerő                                | José Rosa (PUR) · KO                          | Wolfgang Gruber (FRG) · KO              | Costică Dafinoiu (ROU) · feladta (sérülés) | Leon Spinks (USA) · RSC                 |          |
| Teófilo Stevenson    | Nehézsúly     |                   | erőnyerő                                | Mamadou Drame (SEN) · KO                      | Pekka Ruokola (FIN) · RSC               | John Tate (USA) · KO                       | Mircea Simion (ROU) · feladta (sérülés) |          |

## Röplabda

### Férfi
| Kubai férfi röplabdacsapat-játékoskeret                                                                    | Kubai férfi röplabdacsapat-játékoskeret                                                                       |
| --- | --- |
| - Alfredo Figueredo - Víctor García - Diego Lapera - Leonel Marshall - Ernesto Martínez - Lorenzo Martínez | - Antonio Rodríguez - Carlos Salas - Victoriano Sarmientos - Jesús Savigne - Jorge Pérez Vento - Raúl Vilches |

#### Eredmények
Csoportkör
A csoport
|                     |      | Mérkőzések | Mérkőzések | Szettek | Szettek | Szettek | Pontok | Pontok | Pontok |
| Csapat              | Pont | Gy         | V          | Sz+     | Sz–     | SzA     | P+     | P–     | PA     |
| ------------------- | ---- | ---------- | ---------- | ------- | ------- | ------- | ------ | ------ | ------ |
| Lengyelország (POL) | 8    | 4          | 0          | 12      | 5       | 2,400   | 235    | 172    | 1,366  |
| Kuba (CUB)          | 7    | 3          | 1          | 11      | 4       | 2,750   | 208    | 142    | 1,465  |
| Csehszlovákia (TCH) | 6    | 2          | 2          | 8       | 7       | 1,143   | 182    | 177    | 1,028  |
| Dél-Korea (KOR)     | 5    | 1          | 3          | 6       | 9       | 0,667   | 146    | 187    | 0,781  |
| Kanada (CAN)        | 4    | 0          | 4          | 0       | 12      | 0,000   | 88     | 181    | 0,486  |

| 1976. július 19. 21:00 | Kuba (CUB)                | 3 – 1 | Csehszlovákia (TCH) |  |
| 1976. július 19. 21:00 | (15–6, 10–15, 15–5, 15–6) |       |                     |  |

| 1976. július 21. 13:00 | Lengyelország (POL)               | 3 – 2 | Kuba (CUB) |  |
| 1976. július 21. 13:00 | (13–15, 10–15, 15–6, 15–9, 20–18) |       |            |  |

| 1976. július 23. 13:00 | Kuba (CUB)         | 3 – 0 | Dél-Korea (KOR) |  |
| 1976. július 23. 13:00 | (15–4, 15–5, 15–6) |       |                 |  |

| 1976. július 25. 15:00 | Kanada (CAN)        | 0 – 3 | Kuba (CUB) |  |
| 1976. július 25. 15:00 | (10–15, 9–15, 3–15) |       |            |  |

Elődöntő
| 1976. július 29. 19:30 | Kuba (CUB)          | 0 – 3 | Szovjetunió (URS) |  |
| 1976. július 29. 19:30 | (12–15, 7–15, 8–15) |       |                   |  |

Bronzmérkőzés
| 1976. július 30. 19:30 | Kuba (CUB)         | 3 – 0 | Japán (JPN) |  |
| 1976. július 30. 19:30 | (15–8, 15–9, 15–8) |       |             |  |

| Csapat     | Helyezés |
| ---------- | -------- |
| Kuba (CUB) |          |

### Női
| Kubai női röplabdacsapat-játékoskeret                                                            | Kubai női röplabdacsapat-játékoskeret                                                                             |
| ------------------------------------------------------------------------------------------------ | --- |
| - Nelly Barnet - Evelina Borroto - Ana Díaz - Ana María García - Miriam Herrera - Mercedes Pérez | - Mercedes Pomares - Mercedes Roca - Melania Tartabull - Imilsis Téllez - Lucila Urgelles - Claudina Villaurrutia |

#### Eredmények
Csoportkör
B csoport
|                   |      | Mérkőzések | Mérkőzések | Szettek | Szettek | Szettek | Pontok | Pontok | Pontok |
| Csapat            | Pont | Gy         | V          | Sz+     | Sz–     | SzA     | P+     | P–     | PA     |
| ----------------- | ---- | ---------- | ---------- | ------- | ------- | ------- | ------ | ------ | ------ |
| Szovjetunió (URS) | 6    | 3          | 0          | 9       | 4       | 2,250   | 186    | 137    | 1,358  |
| Dél-Korea (KOR)   | 5    | 2          | 1          | 7       | 7       | 1,000   | 179    | 171    | 1,047  |
| Kuba (CUB)        | 4    | 1          | 2          | 6       | 7       | 0,857   | 150    | 168    | 0,893  |
| NDK (GDR)         | 3    | 0          | 3          | 5       | 9       | 0,556   | 144    | 183    | 0,787  |

| 1976. július 20. 19:30 | NDK (GDR)                 | 1 – 3 | Kuba (CUB) |  |
| 1976. július 20. 19:30 | (15–7, 5–15, 5–15, 13–15) |       |            |  |

| 1976. július 22. 15:30 | Kuba (CUB)                  | 1 – 3 | Szovjetunió (URS) |  |
| 1976. július 22. 15:30 | (9–15, 15–13, 11–15, 10–15) |       |                   |  |

| 1976. július 24. 15:30 | Dél-Korea (KOR)                   | 3 – 2 | Kuba (CUB) |  |
| 1976. július 24. 15:30 | (14–16, 15–4, 15–8, 13–15, 15–10) |       |            |  |

Az 5–8. helyért
| 1976. július 26. 13:00 | Kanada (CAN)                     | 2 – 3 | Kuba (CUB) |  |
| 1976. július 26. 13:00 | (15–13, 7–15, 16–14, 9–15, 3–15) |       |            |  |

Az 5. helyért
| 1976. július 27. 14:00 | NDK (GDR)            | 0 – 3 | Kuba (CUB) |  |
| 1976. július 27. 14:00 | (12–15, 12–15, 8–15) |       |            |  |

| Csapat     | Helyezés |
| ---------- | -------- |
| Kuba (CUB) | 5.       |

## Sportlövészet
Nyílt
| Versenyző         | Versenyszám           | Pont | Helyezés |
| ----------------- | --------------------- | ---- | -------- |
| José González     | Sportpuska, fekvő     | 584  | 51.      |
| Miguel Valdes     | Sportpuska, fekvő     | 591  | 12.      |
| Miguel Valdes     | Sportpuska, összetett | 1138 | 23.      |
| Roberto Castrillo | Skeet                 | 189  | 30.      |
| Rubén Vega        | Skeet                 | 188  | 35.      |

## Súlyemelés
| Versenyző           | Versenyszám | Szakítás | Szakítás | Lökés    | Lökés    | Összesen | Helyezés |
| Versenyző           | Versenyszám | Eredmény | Helyezés | Eredmény | Helyezés | Összesen | Helyezés |
| ------------------- | ----------- | -------- | -------- | -------- | -------- | -------- | -------- |
| Francisco Casamayor | 52 kg       | 100,0    | 4.       | 127,5    | 4.       | 227,5    | 5.       |
| Daniel Núñez        | 52 kg       | 92,5     | 10.      | 122,5    | 9.       | 215,0    | 8.       |
| Carlos Lastre       | 56 kg       | 105,0    | 6.       | 135,0    | 7.       | 240,0    | 7.       |
| Pedro Fuentes       | 60 kg       | 112,5    | 7.       | 145,0    | 8.       | 257,5    | 7.       |
| Tony Urrutia        | 67,5 kg     | 130,0    | 5.       | 162,5    | 7.       | 292,5    | 6.       |
| Daniel Zayas        | 75 kg       | 140,0    | 5.*      | 170,0    | 10.*     | 310,0    | 8.       |
| Alberto Blanco      | 90 kg       | 152,5    | 9.       | 192,5    | 6.       | 345,0    | 6.       |
| Javier González     | 110 kg      | 160,0    | 7.       | 205,0    | 7.       | 365,0    | 6.       |
| Gerardo Fernández   | +110 kg     | 165,0    | 5.       | 200,0    | 6.       | 365,0    | 6.       |

* - egy másik versenyzővel azonos eredményt ért el

## Torna
Férfi
| Versenyző        | Versenyszám      | Selejtező | Selejtező | Döntő    | Döntő    |
| Versenyző        | Versenyszám      | Pontszám  | Helyezés  | Pontszám | Helyezés |
| ---------------- | ---------------- | --------- | --------- | -------- | -------- |
| Nelson Fernández | Talaj            | 17,65     | 61.       | kiesett  | kiesett  |
| Nelson Fernández | Ugrás            | 18,55     | 40.       | kiesett  | kiesett  |
| Nelson Fernández | Korlát           | 17,25     | 79.       | kiesett  | kiesett  |
| Nelson Fernández | Nyújtó           | 16,75     | 86.       | kiesett  | kiesett  |
| Nelson Fernández | Gyűrű            | 16,80     | 85.       | kiesett  | kiesett  |
| Nelson Fernández | Lólengés         | 18,15     | 52.       | kiesett  | kiesett  |
| Nelson Fernández | Egyéni összetett | 105,15    | 76.*      | kiesett  | kiesett  |
| Roberto Richards | Talaj            | 18,05     | 44.       | kiesett  | kiesett  |
| Roberto Richards | Ugrás            | 18,25     | 62.       | kiesett  | kiesett  |
| Roberto Richards | Korlát           | 18,20     | 38.       | kiesett  | kiesett  |
| Roberto Richards | Nyújtó           | 9,20      | 89.       | kiesett  | kiesett  |
| Roberto Richards | Gyűrű            | 18,10     | 59.       | kiesett  | kiesett  |
| Roberto Richards | Lólengés         | 18,85     | 19.       | kiesett  | kiesett  |
| Roberto Richards | Egyéni összetett | 100,65    | 88.       | kiesett  | kiesett  |

* - egy másik versenyzővel azonos eredményt ért el

## Vívás
Férfi
| Versenyző                                                                     | Versenyszám  | Selejtező | Selejtező | Selejtező | Selejtező | Selejtező | Selejtező | Főtábla                       | Főtábla                                  | Vigaszág          | Vigaszág                      | Vigaszág              | Döntő                                     | Döntő                                     | Helyezés |
| Versenyző                                                                     | Versenyszám  | 1. kör | 1. kör    | 2. kör | 2. kör    | 3. kör | 3. kör    | 1. kör                        | 2. kör                                   | 1. kör            | 2. kör                        | 3. kör                | Döntő                                     | Döntő                                     | Helyezés |
| Versenyző                                                                     | Versenyszám  | Ellenfél Eredmény | Hely.     | Ellenfél Eredmény | Hely.     | Ellenfél Eredmény | Hely.     | Ellenfél Eredmény             | Ellenfél Eredmény                        | Ellenfél Eredmény | Ellenfél Eredmény             | Ellenfél Eredmény     | Ellenfél Eredmény                         | Hely.                                     | Helyezés |
| ----------------------------------------------------------------------------- | ------------ | --- | --------- | --- | --------- | --- | --------- | ----------------------------- | ---------------------------------------- | ----------------- | ----------------------------- | --------------------- | ----------------------------------------- | ----------------------------------------- | -------- |
| Jorge Garbey                                                                  | Tőr, egyéni  | A. csoport · Christian Noël (FRA) · 4-5 · Klaus Haertter (GDR) · 5-3 · Stefano Simoncelli (ITA) · 5-1 · Roger Kam (HKG) · 5-3 · Ahmed Al-Arbeed (KUW) · 5-1 · Greg Benko (AUS) · 1-5 | 3.        | F. csoport · Greg Benko (AUS) · 1-5 · Aljakszandr Ramanykov (URS) · 5-2 · Kavacu Maszanori (JPN) · 5-4 · Barry Paul (GBR) · 5-2 · Marek Dąbrowski (POL) · 4-5  | 3.        | C. csoport · Aljakszandr Ramanykov (URS) · 4-5 · Klaus Haertter (GDR) · 2-5 · Komatist József (HUN) · 2-5 · Bernard Talvard (FRA) · 2-5 · Graham Paul (GBR) · 5-4           | 6.        | kiesett                       | kiesett                                  | kiesett           | kiesett                       | kiesett               | kiesett                                   | kiesett                                   | 22.      |
| Eduardo Jhons                                                                 | Tőr, egyéni  | I. csoport · Klaus Reichert (FRG) · 3-5 · Kuki Péter (ROU) · 3-5 · Lech Koziejowski (POL) · 4-5 · Ali Alamdari (IRI) · 5-4 · Daniel Feraud (ARG) · 5-1                               | 4.        | D. csoport · Klaus Reichert (FRG) · 4-5 · Klaus Haertter (GDR) · 4-5 · Ed Ballinger (USA) · 2-5 · Komatist József (HUN) · 4-5 · Mihai Ţiu (ROU) · 0-5          | 6.        | kiesett | kiesett   | kiesett                       | kiesett                                  | kiesett           | kiesett                       | kiesett               | kiesett                                   | kiesett                                   | 34.      |
| Enrique Salvat                                                                | Tőr, egyéni  | B. csoport · Mihai Ţiu (ROU) · 2-5 · Bernard Talvard (FRA) · 5-2 · Barry Paul (GBR) · 5-2 · Ernest Simon (AUS) · 5-3 · Ng Wing Biu (HKG) · 5-1 · Abdul Nasser Al-Sayegh (KUW) · 5-2  | 2.        | E. csoport · Bernard Talvard (FRA) · 1-5 · Ziemek Wojciechowski (POL) · 5-2 · Graham Paul (GBR) · 5-3 · Szató Norijuki (JPN) · 5-3 · Carlo Montano (ITA) · 0-5 | 3.        | B. csoport · Vlagyimir Gyenyiszov (URS) · 1-5 · Harald Hein (FRG) · 2-5 · Frédéric Pietruszka (FRA) · 1-5 · Matthias Behr (FRG) · 5-3 · Ziemek Wojciechowski (POL) · 5-3    | 5.        | kiesett                       | kiesett                                  | kiesett           | kiesett                       | kiesett               | kiesett                                   | kiesett                                   | 17.      |
| Manuel Ortíz                                                                  | Kard, egyéni | F. csoport · Michele Maffei (ITA) · 1-5 · Stephen Kaplan (USA) · 5-3 · Ismail Alamdari (IRI) · 5-1 · Hans Brandstätter (AUT) · 5-3                                                   | 2.        | E. csoport · Michele Maffei (ITA) · 5-1 · Józef Nowara (POL) · 5-4 · Miroszlav Dudekov (BUL) · 5-2 · Philippe Bena (FRA) · 5-2 · Peter Urban (CAN) · 5-0       | 1.        | B. csoport · Ioan Pop (ROU) · 4-5 · Angelo Arcidiacono (ITA) · 2-5 · Józef Nowara (POL) · 5-3 · Marót Péter (HUN) · 5-3 · Régis Bonnissent (FRA) · 3-5                      | 4.        | Ioan Pop (ROU) · 10-7         | Mario Aldo Montano (ITA) · 5-10          |                   | Ioan Pop (ROU) · 7-10         | kiesett               | kiesett                                   | kiesett                                   | 9.       |
| Guzman Salazar                                                                | Kard, egyéni | E. csoport · Kovács Tamás (HUN) · 1-5 · Viktor Krovopuszkov (URS) · 5-4 · Eli Sukunda (CAN) · 5-0 · José María Casanova (ARG) · 5-1                                                  | 3.        | C. csoport · Viktor Krovopuszkov (URS) · 2-5 · Dan Irimiciuc (ROU) · 2-5 · Marót Péter (HUN) · 1-5 · Régis Bonnissent (FRA) · 5-4 · Peter Mather (GBR) · 5-1   | 5.        | kiesett | kiesett   | kiesett                       | kiesett                                  | kiesett           | kiesett                       | kiesett               | kiesett                                   | kiesett                                   | 25.      |
| Francisco de la Torre                                                         | Kard, egyéni | H. csoport · Mario Aldo Montano (ITA) · 2-5 · Richard Cohen (GBR) · 3-5 · Miroszlav Dudekov (BUL) · 5-4 · Sutipong Santitavakul (THA) · 5-1                                          | 3.        | A. csoport · Ioan Pop (ROU) · 5-3 · Anani Mihajlov (BUL) · 5-1 · Paul Apostol (USA) · 5-1 · Richard Cohen (GBR) · 5-3 · Taweewat Horrapun (THA) · 5-3          | 1.        | D. csoport · Vlagyimir Nazlimov (URS) · 4-5 · Mario Aldo Montano (ITA) · 2-5 · Peter Westbrook (USA) · 5-1 · Miroszlav Dudekov (BUL) · 5-2 · Leszek Jabłonowski (POL) · 5-2 | 3.        | Jacek Bierkowski (POL) · 10-7 | Vlagyimir Nazlimov (URS) · 7-10          |                   | Jacek Bierkowski (POL) · 10-9 | Ioan Pop (ROU) · 5-10 | kiesett                                   | kiesett                                   | 7.       |
| Jorge Garbey Pedro Hernández Eduardo Jhons Enrique Salvat                     | Tőr, csapat  | B. csoport · Magyarország (HUN) · 6-10 · Franciaország (FRA) · 5-11 | 3.        | |           | |           | kiesett                       | kiesett                                  |                   |                               |                       | kiesett                                   | kiesett                                   | 9.       |
| Ramón Hernández Lazaro Mora Manuel Ortíz Guzman Salazar Francisco de la Torre | Kard, csapat | C. csoport · Nagy-Britannia (GBR) · 11-5 · Thaiföld (THA) · 15-1 · Románia (ROU) · 3-9                                                                                               | 2.        | |           | |           | Magyarország (HUN) · 7-8      | 5–6. helyért · Franciaország (FRA) · 9-5 |                   |                               |                       | Az 5. helyért · Lengyelország (POL) · 9-6 | Az 5. helyért · Lengyelország (POL) · 9-6 | 5.       |

Női
| Versenyző                                                      | Versenyszám | Selejtező | Selejtező | Selejtező | Selejtező | Selejtező         | Selejtező | Főtábla           | Főtábla           | Vigaszág          | Vigaszág          | Vigaszág          | Döntő csoport     | Döntő csoport | Helyezés |
| Versenyző                                                      | Versenyszám | 1. kör | 1. kör    | 2. kör | 2. kör    | 3. kör            | 3. kör    | 1. kör            | 2. kör            | 1. kör            | 2. kör            | 3. kör            | Döntő csoport     | Döntő csoport | Helyezés |
| Versenyző                                                      | Versenyszám | Ellenfél Eredmény | Hely.     | Ellenfél Eredmény | Hely.     | Ellenfél Eredmény | Hely.     | Ellenfél Eredmény | Ellenfél Eredmény | Ellenfél Eredmény | Ellenfél Eredmény | Ellenfél Eredmény | Ellenfél Eredmény | Hely.         | Helyezés |
| -------------------------------------------------------------- | ----------- | --- | --------- | --- | --------- | ----------------- | --------- | ----------------- | ----------------- | ----------------- | ----------------- | ----------------- | ----------------- | ------------- | -------- |
| Margarita Rodríguez                                            | Tőr, egyéni | F. csoport · Max Madsen (DEN) · 5-2 · Claudine le Comte (BEL) · 5-2 · Susan Stewart (CAN) · 5-1 · Tordasi Ildikó (HUN) · 2-5                | 1.        | D. csoport · Tordasi Ildikó (HUN) · 3-5 · Kerstin Palm (SWE) · 2-5 · Valentyina Szidorova (URS) · 3-5 · Ana Derșidan-Ene-Pascu (ROU) · 1-5 · Marie-Paule Van Eyck (BEL) · 5-1 | 6.        | kiesett           | kiesett   | kiesett           | kiesett           | kiesett           | kiesett           | kiesett           | kiesett           | kiesett       | 30.      |
| Milady Tack-Fang                                               | Tőr, egyéni | E. csoport · Brigitte Oertel (FRG) · 0-5 · Magdalena Bartoş (ROU) · 1-5 · Barbara Wysoczańska (POL) · 4-5 · Chantal Payer (CAN) · 5-2       | 5.        | kiesett | kiesett   | kiesett           | kiesett   | kiesett           | kiesett           | kiesett           | kiesett           | kiesett           | kiesett           | kiesett       | 39.      |
| Nancy Uranga                                                   | Tőr, egyéni | B. csoport · Kerstin Palm (SWE) · 1-5 · Olga Knyazeva (URS) · 1-5 · Katarína Lokšová-Ráczová (TCH) · 2-5 · Marie-Paule Van Eyck (BEL) · 0-5 | 5.        | kiesett | kiesett   | kiesett           | kiesett   | kiesett           | kiesett           | kiesett           | kiesett           | kiesett           | kiesett           | kiesett       | 47.      |
| Marlene Font Margarita Rodríguez Milady Tack-Fang Nancy Uranga | Tőr, csapat | B. csoport · Románia (ROU) · 8 (60)-8 (66) · Franciaország (FRA) · 5-11                                                                     | 3.        | |           |                   |           | kiesett           | kiesett           |                   |                   |                   | kiesett           | kiesett       | 9.       |

## Vízilabda
| Kubai férfi vízilabdacsapat-játékoskeret                                                               | Kubai férfi vízilabdacsapat-játékoskeret                                         |
| --- | -------------------------------------------------------------------------------- |
| - Eugenio Almenteros - Lazaro Costa - Nelson Domínguez - Oriel Domínguez - Osvaldo García - Ramon Peña | - Oscar Periche - Jesús Pérez - Jorge Rizo - David Rodríguez - Gerardo Rodríguez |

### Eredmények
Csoportkör
A csoport
| Csapat            | M | Gy | D | V | G+ | G– | Gk  | P |
| ----------------- | - | -- | - | - | -- | -- | --- | - |
| Olaszország (ITA) | 3 | 2  | 1 | 0 | 26 | 13 | +13 | 5 |
| Jugoszlávia (YUG) | 3 | 1  | 2 | 0 | 25 | 10 | +15 | 4 |
| Kuba (CUB)        | 3 | 1  | 1 | 1 | 22 | 15 | +7  | 3 |
| Irán (IRI)        | 3 | 0  | 0 | 3 | 4  | 39 | –35 | 0 |

| 1976. július 18. | Jugoszlávia (YUG)    | 4 – 4 | Kuba (CUB)           |  |
| 1976. július 18. | (1–0, 0–2, 2–1, 1–1) |       |                      |  |
| 1976. július 18. | négy játékos 1       |       | Rizo, G. Rodríguez 2 |  |

| 1976. július 19. | Olaszország (ITA)    | 8 – 6 | Kuba (CUB)     |  |
| 1976. július 19. | (1–1, 2–1, 2–1, 3–3) |       |                |  |
| 1976. július 19. | Ghibellini 3         |       | G. Rodríguez 2 |  |

| 1976. július 20. | Kuba (CUB)           | 12 – 3 | Irán (IRI)      |  |
| 1976. július 20. | (2–1, 4–0, 3–1, 3–1) |        |                 |  |
| 1976. július 20. | García 6             |        | három játékos 1 |  |

7–12. helyért
| 1976. július 22. | Kuba (CUB)               | 5 – 0 | Szovjetunió (URS) |  |
| 1976. július 22. | (megállapított eredmény) |       |                   |  |
| 1976. július 22. |                          |       |                   |  |

| 1976. július 23. | Kanada (CAN)         | 5 – 7 | Kuba (CUB)   |  |
| 1976. július 23. | (2–2, 1–1, 1–3, 1–1) |       |              |  |
| 1976. július 23. | Pottier 2            |       | Almenteros 3 |  |

| 1976. július 24. | Mexikó (MEX)         | 4 – 4 | Kuba (CUB)     |  |
| 1976. július 24. | (3–2, 1–0, 0–0, 0–2) |       |                |  |
| 1976. július 24. | Fernández 4          |       | G. Rodríguez 2 |  |

| 1976. július 26. | Kuba (CUB)           | 10 – 2 | Irán (IRI) |  |
| 1976. július 26. | (2–0, 3–0, 5–1, 0–1) |        |            |  |
| 1976. július 26. | Rizo 3               |        | Majdpour 2 |  |

| 1976. július 27. | Ausztrália (AUS)     | 5 – 8 | Kuba (CUB)      |  |
| 1976. július 27. | (1–3, 0–2, 2–1, 2–2) |       |                 |  |
| 1976. július 27. | Goff 2               |       | három játékos 2 |  |

| Csapat            | M | Gy | D | V | G+ | G– | Gk  | P |
| ----------------- | - | -- | - | - | -- | -- | --- | - |
| Kuba (CUB)        | 5 | 4  | 1 | 0 | 34 | 16 | +18 | 9 |
| Szovjetunió (URS) | 5 | 3  | 1 | 1 | 33 | 16 | +17 | 7 |
| Kanada (CAN)      | 5 | 2  | 2 | 1 | 27 | 21 | +6  | 6 |
| Mexikó (MEX)      | 5 | 1  | 3 | 1 | 26 | 19 | +7  | 5 |
| Ausztrália (AUS)  | 5 | 1  | 1 | 3 | 22 | 25 | –3  | 3 |
| Irán (IRI)        | 5 | 0  | 0 | 5 | 8  | 53 | –45 | 0 |

| Csapat     | Helyezés |
| ---------- | -------- |
| Kuba (CUB) | 7.       |